# Díon (Calcídica)
Díon (en griego, Δῖον) fue una antigua ciudad griega, situada en la península Calcídica. No debe confundirse con otra ciudad de la antigua Grecia de su mismo nombre, Díon, situada en Piería. 
Díon es ubicada por Heródoto, Tucídides y Estrabón en la península llamada Acta (Ακτή), donde se encuentra el monte Athos, la más oriental de las tres que se extienden hacia el sur, en la Calcídica. Tucídides añade que, de las ciudades de la mencionada península, Sane era colonia de Andros, mientras que Tiso, Cleonas, Acrotoos, Olofixo y Díon tenían una población heterogénea de bárbaros bilingües formada por unos pocos calcídeos y, el resto, pelasgos, bisaltas, crestones y edones. Estrabón señala que su primitiva población estaba compuesta por pelasgos de Lemnos.
Fue miembro de la Liga delo-ática ya que aparece en las listas de tributos a Atenas entre los años 454/3 y 429/8 a. C.
Díon, al igual que Sane, y al contrario que el resto de poblaciones de la península de Acte, combatió contra las tropas del lacedemonio Brásidas en la expedición que este realizó por la Calcídica en 424 y 423 a. C. y su territorio fue asolado por las mencionadas tropas.
El año 421 a. C., la ciudad de Tiso, que entonces era aliada de los atenienses, fue ocupada por Díon. En el año 417 a. C., los de Díon se rebelaron contra los atenienses y se unieron a la liga Calcídica.
Se encontraba en la orilla del sur de la península de Acta.